# Scalmicauda terminalis
Scalmicauda terminalis är en fjärilsart som beskrevs av Sergius G. Kiriakoff 1959. Scalmicauda terminalis ingår i släktet Scalmicauda och familjen tandspinnare. Inga underarter finns listade.